# Vettelschoß
Vettelschoß là một đô thị thuộc huyện Neuwied, trong bang Rheinland-Pfalz, phía tây nước Đức. Đô thị Vettelschoß có diện tích 6,91 km², dân số thời điểm ngày 31 tháng 12 năm 2006 là 3387 người. Đô thị này thuộc đô thị tập thể (Verbandsgemeinde) Linz am Rhein. Vettelschoß gồm các cộng đồng: Vettelschoß, Kalenborn, Kau, Willscheid và Oberwillscheid.